# Лопуховка (станция)
Лопухо́вка — железнодорожная станция Приволжской железной дороги на
линии Ртищево — Саратов (линия электрифицирована). Расположена в посёлке Лопуховка Аткарского района Саратовской области. Через станцию осуществляются пассажирские перевозки на Балашов, Ртищево, Саратов.

## История
Открыта в 1871 году как станция линии Москва — Саратов. Первоначально именовалась Жуковкой по названию расположенной рядом деревни.